# 12405 Nespoli
12405 Nespoli è un asteroide della fascia principale interna. Scoperto nel 1995, presenta un'orbita caratterizzata da un semiasse maggiore pari a 2,372753 UA e da un'eccentricità di 0,112325, inclinata di 5,194574° rispetto all'eclittica. Ha un diametro di 2,392 km, un periodo di rotazione di 13,218 ore e un'albedo di 0,338.
Fa parte della famiglia di asteroidi Vesta.
L'asteroide è dedicato all'astronauta italiano Paolo Nespoli.